# Чикоко, Виталис
Виталис Чикоко (англ. Vitalis Chikoko; род. 11 февраля 1991, Хараре, Зимбабве) — зимбабвийский профессиональный баскетболист из Зимбабве, играющий на позиции центрового.

## Профессиональная карьера
В 2022 году Чикоко помог «Элану Беарне» выиграть свой четвертый в истории Кубок Франции, набрав 15 очков и сделав 8 подборов в финале против SIG Strasbourg. После игры он был назван лучшим игроком сезона финала Кубка Франции.

## Международная карьера
Чикоко ранее представлял Зимбабве на международной арене как среди юниоров, так и среди взрослых. Выступал за свою страну в 2008 году на чемпионате Африки ФИБА среди юношей до 18 лет и в квалификационных раундах ФИБА АфроБаскет 2011 года. На ФИБА АфроБаскет 2015 он набирал в среднем 13.4 очка, 8.8 подбора и 1.2 передачи за игру.